# Casals Forum
Das Casals Forum ist ein 2022 eröffneter Konzertsaal für Kammermusik in Kronberg im Taunus, der von der Kronberg Academy betrieben wird.  
Architekt des Gebäudes ist Volker Staab, mitgestaltet wurde es von dem Akustiker Martijn Vercammen. Benannt ist der Bau nach dem katalanischen Cellisten Pablo Casals, an dessen Idealen von Humanität und deren Ausdruck in der Musik sich die Kronberg Academy orientiert.  

## Geschichte

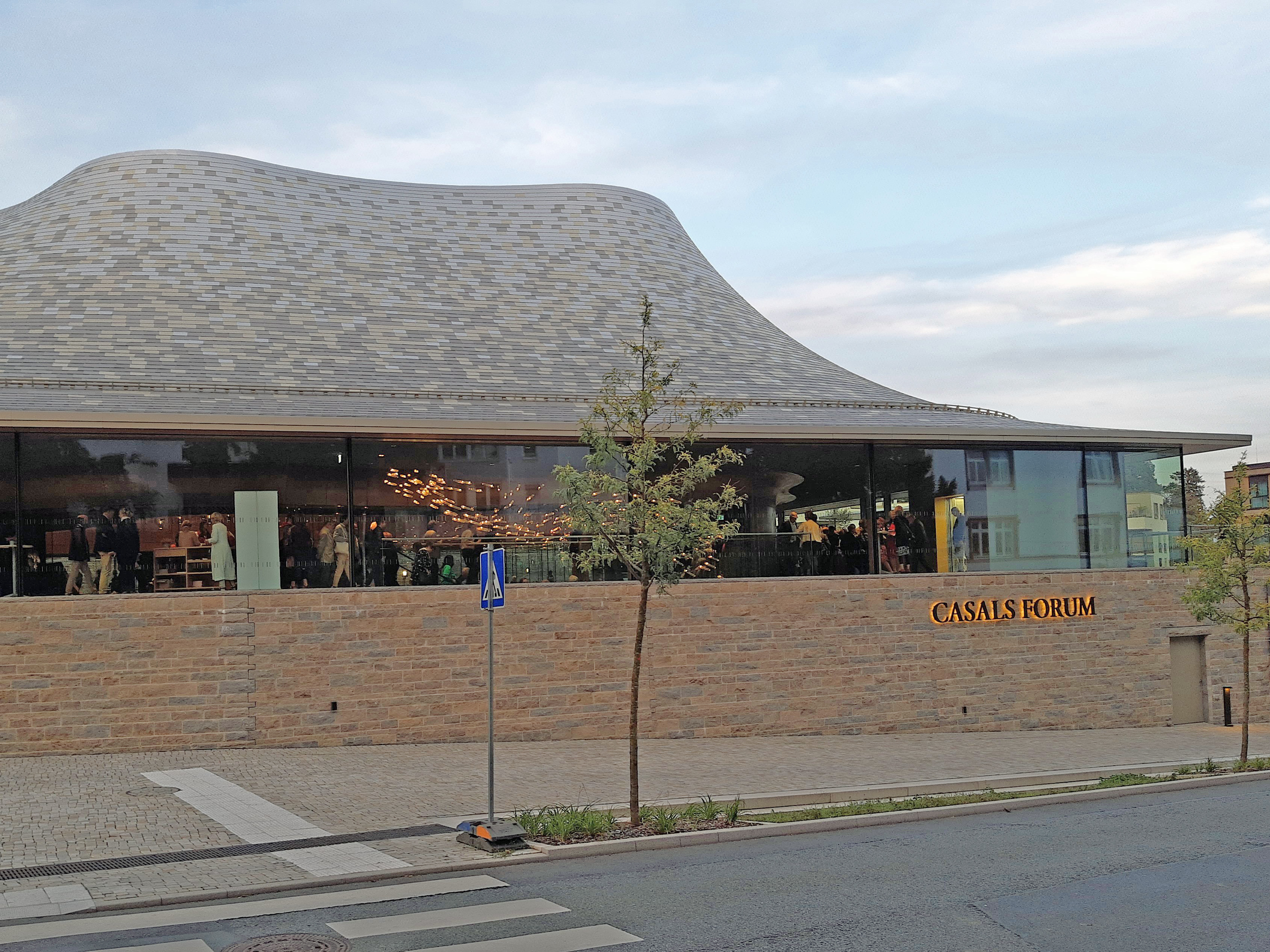
Außenansicht

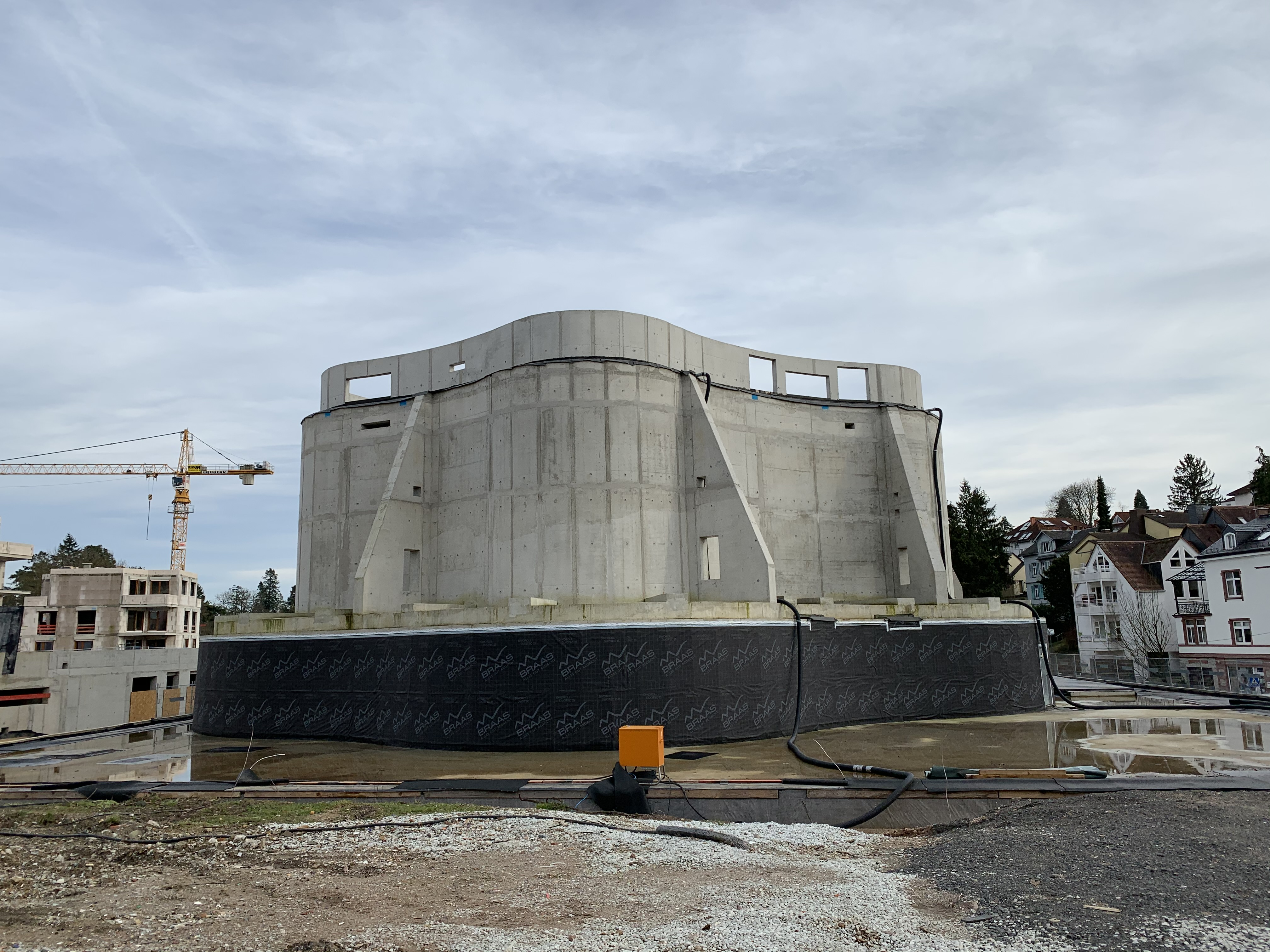
Casals Forum im Bau (2020)

Seit 1993 besteht in Kronberg die Kronberg Academy, eine international wirkende Kulturinstitution zur Ausbildung und Förderung junger hochbegabter Musiker der Instrumente Violine, Viola und Violoncello. Mit dem Casals Forum verfügt die Kronberg Academy seit 2022 über eine eigene Spielstätte. Die Kosten von 60 Millionen Euro wurden überwiegend durch private Spender aufgebracht. Auch die Stadt Kronberg und der Hochtaunuskreis beteiligten sich an der Kosten.
Die Grundsteinlegung für das Casals Forum fand am 1. Oktober 2017 statt. Nach fünfjähriger Bauzeit wurde das Haus am 23. September 2022 in Anwesenheit von Ministerin Angela Dorn eröffnet.
Das Casals Forum soll die Heimat des Chamber Orchestra of Europe werden, das mit seiner Verwaltung von London nach Kronberg umzieht.
Es sollen jährlich etwa 80 Konzerte in Casals Forum durchgeführt werden. Das Casals Forum wird auch an Fremdveranstalter vermietet, so wurde etwa 2022 und 2023 der Deutsche Pianistenpreis dort ausgetragen. 

## Das Gebäude
Das Gebäude befindet sich zwischen dem Victoriapark und dem Bahnhof Kronberg, der Endstation der Frankfurter S-Bahn-Linie 4. Außer dem Konzertsaal für 550 Personen gibt es den Carl Bechstein Saal für 150 Personen, einen kleinen Vorspielraum mit bis zu 50 Plätzen und ein Studienzentrum für die Kronberg Academy. Die Klimatechnik ist durch einen Eiskeller energieeffizient. 
Die Verkleidung der konvexen und konkaven Wände besteht aus hellem Holz. Gefächerte Glasfronten geben den Blick durch das Foyer ins Grüne frei. Für die Akustik der Konzertsäle zeichnete der Niederländer Martijn Vercammen verantwortlich. Wolfgang Sandner bewertet den Klang als den eines der besten Kammermusiksälen weltweit.